# 대한민국 형법 제186조
대한민국 형법 제186조는 기차, 선박 등의 교통방해죄에 대한 형법각칙의 조문이다.

## 조문
제185조 (기차, 선박 등의 교통방해) 궤도, 등대 또는 표지를 손괴하거나 기타 방법으로 기차, 전차, 자동차, 선박 또는 항공기의 교통을 방해한 자는 1년이상의 유기징역에 처한다.